# Echinorhinus
Az Echinorhinus a porcos halak osztályába a tüskéscápa-alakúak rendjébe és az Echinorhinidae családjába tartozó egyetlen  nem.

## Fajok
- ragyás cápa (Echinorhinus brucus) Bonnaterre, 1788
- Echinorhinus cookei Pietschmann, 1928

## Előfordulása
Ezek a cápák világszerte megtalálhatók a hideg mérsékelt égövitől a trópusi tengerekig, a felszíntől egészen 900 méter mélységig.